# Svedala konsumentförening

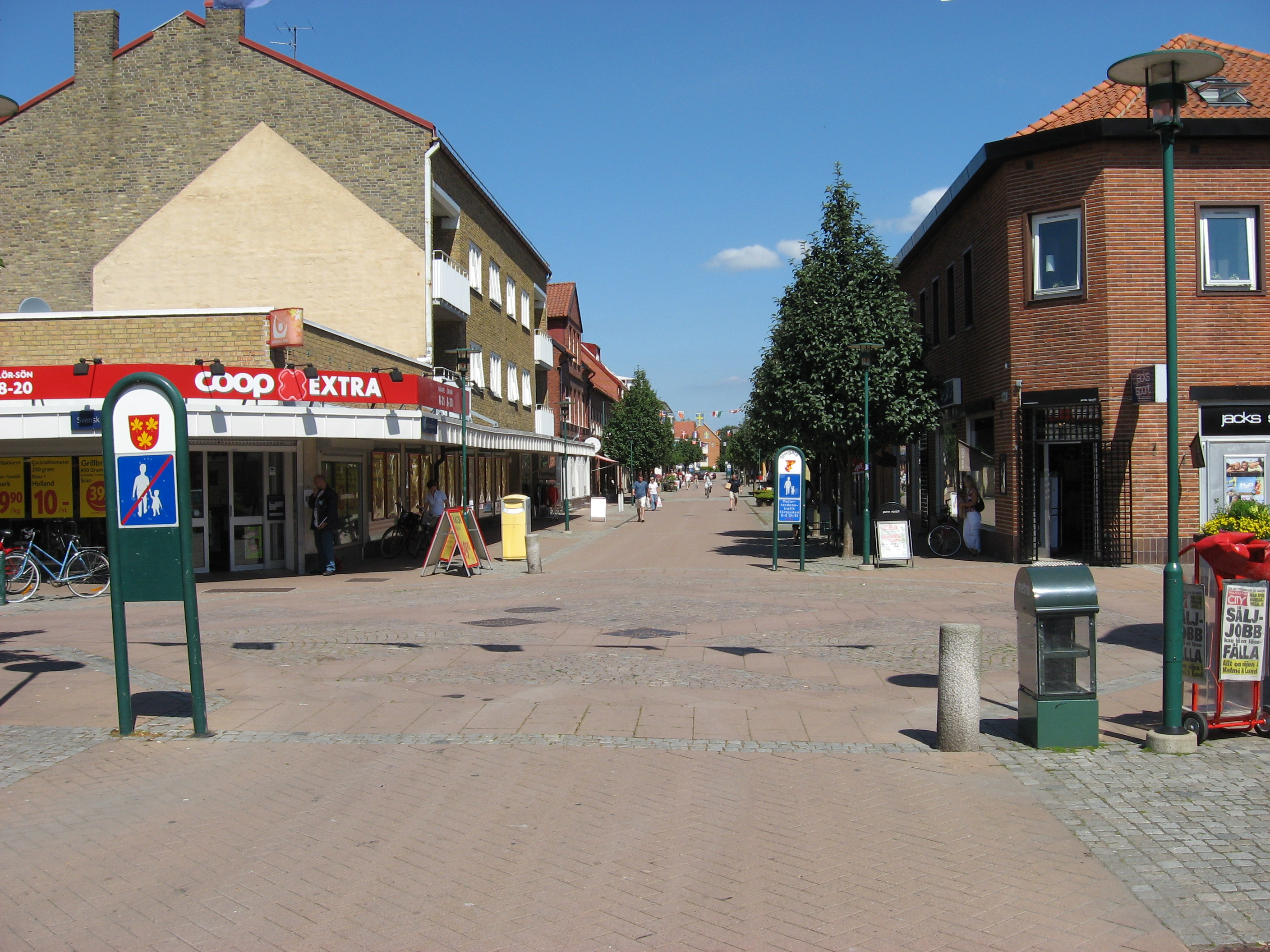
Storgatan i Svedala, med tidigare Domus (då Coop Extra) till vänster.

Svedala konsumentförening var en konsumentförening i Svedala 1898-2004.

## Historik

### Handels- och bageriaktiebolaget
Föreningen hade sitt ursprung i Svedala handels- och bageriaktiebolag som konstituerades den 26 mars 1898. Initiativ till bildandet togs av sockerkokare J. A. Landgren.
Bageriverksamheten kom igång i november 1898. Speceri- och diversehandeln öppnade den 20 juli 1899.
År 1909 försökte Svedala arbetarekommun ombilda bolaget till en förening, vilket dock inte blev av.
Sin första filial fick bolaget den 8 september 1913 när man öppnade en butik i Sjödiken i en tidigare skolbyggnad där.

### Konsumtionsföreningen
År 1943 ombildades aktiebolaget till en andelsförening, Svedala handels- och bageriförening. Aktiebolagets begränsade antal aktier ansågs inte längre tillräckligt med hänsyn till Svedalaområdets befolkningsökning sedan bolagets grundande. År 1948 bestämdes att föreningen skulle byta namn till Konsumtionsföreningen Svedala med omnejd. Vid samma möte bestämdes att föreningen skulle öppna en självbetjäningsbutik, som sades vara den första butiken av den typen i Skåne.
År 1944 öppnades en filial i Minnesberg. Vid 50-årsjubileet 1948 hade föreningen fem butiker: Hantverkaregatan i Svedala, Sjödiken, Minnesberg, Kyrkogatan i Svedala och Holmeja.
Den 17 april 1954 tillträdde Aste Kjellberg som föreningschef. När han tillträdde hade föreningen tio butiker, bageri, två varubussar och två brödbilar.
År 1959 köpte föreningen Wickströms Järnhandel i Svedala, som ett komplement till specialbutiken i Hantverkaregatan som man redan drev. Wickströms Järnhandel hade övertagits av Kooperativa förbundet 1943 och låg då i Skurup, men etablerade en filial i Svedala i samband med KF:s övertagande.

### Konsumhall, Domus och koncentration
Under 1962 byggde föreningen en ny Konsumhall vid Storgatan. Den invigdes den 22 november 1962. Under tiden hade många av föreningens mindre enheter lagts ner så att bara Sjödiken och Holmeja återstod som filialer.
År 1965 bytte föreningen namn från Konsumtionsföreningen Svedala med omnejd u. p. a. till Svedala Konsumentförening, ekonomisk förening.

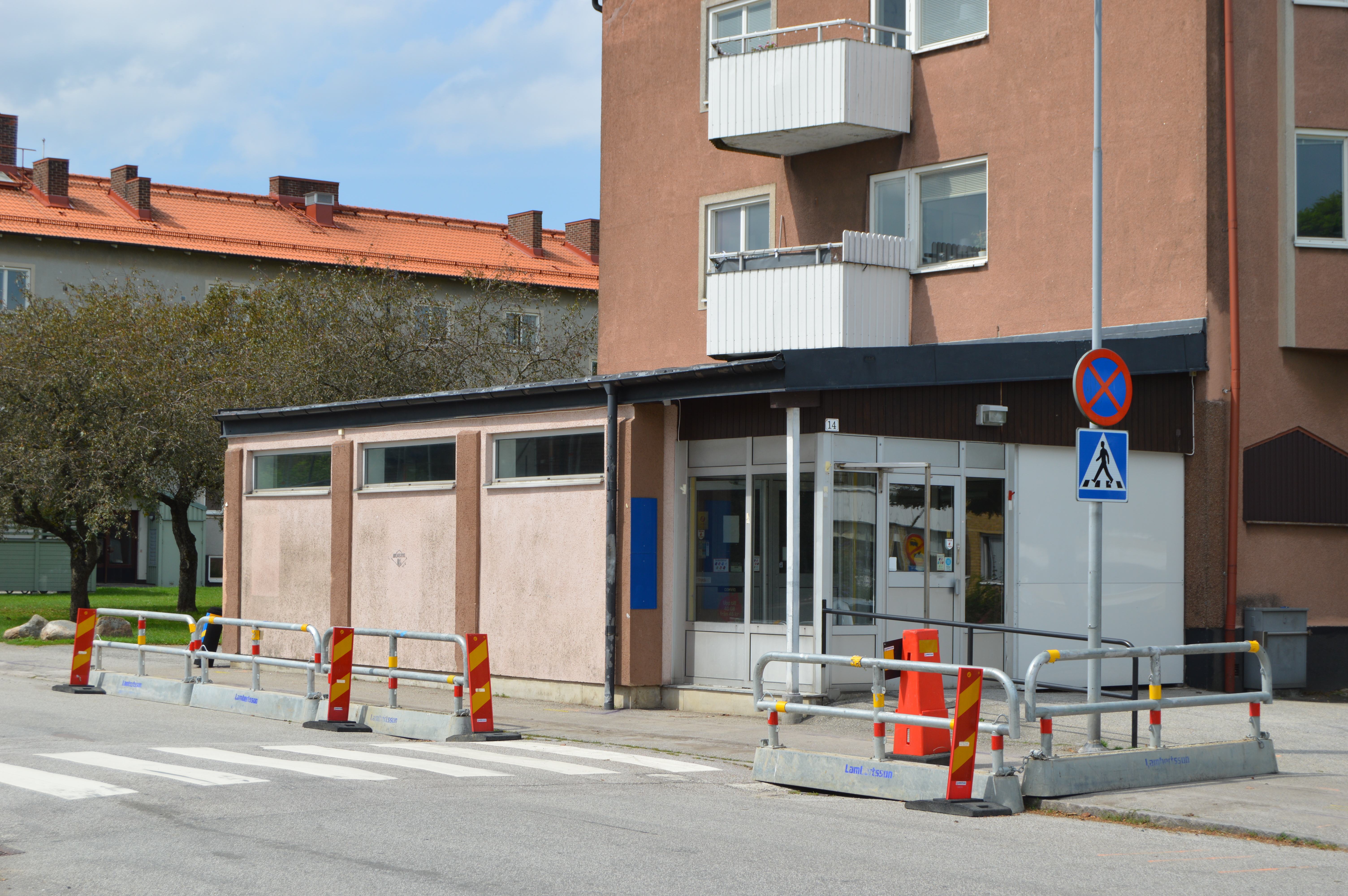
Tidigare Servus vid Norra Tvärgatan.

Konsumhallen utvecklades senare till en Domus. Den tredje och sista etappen i Domusbygget invigdes den 15 juni 1972. De små butikerna rationaliserades bort tills man bara hade en närbutik vid Svedalahem på Norra Tvärgatan kvar. Den kallades senare för Servus.
Aste Kjellberg ledde föreningen i 27 år fram till pensionen i februari 1981. Han lämnade en förening som var skuldfri och fortfarande delade ut återbäring på 4,5 procent när andra föreningar börjat avskaffa denna.

### 1990-tal
År 1991 överlät Konsumentföreningen Solidar sin butik i Klågerup till Konsum Svedala. Solidar hade etablerat sig i Klågerup genom övertagande 1942 av en privataffär som man 1975 hade ersatt med en större butikshall. Konsum var vid övertagandet ensam matbutik i Klågerup, men fick kort därefter konkurrens när en Ica öppnade.
År 1991 köpte Konsum Svedala även Sko-Stig som legat på Storgatan i Svedala sedan 1963. Konsum Svedala ändrade butikens namn till Sko-Panthern och utökade den med KF:s utbud.
Utöver Domus, Servus och Sko-Pantern i Svedala och Konsum i Klågerup fick föreningen senare ytterligare en Sko-Panthern i Trelleborg.

### Uppgång i Solidar
På 2000-talet började föreningen få allt svårare att klara konkurrensen. År 2001 meddelade man att Konsum i Klågerup och Sko-Panthern i Svedala skulle läggas ner. Affären såldes och blev Matöppet i mars 2002, men lades ner igen sommaren 2003.
År 2004 uppgick Konsum Svedala i Konsumentföreningen Solidar och slutade således som en fristående förening. Solidar hade 1992 överlåtit sina butiker till KF centralt och därefter övergått till att bli en ren medlemsförening. Genom övertagandet av Konsum Svedala blev Solidar åter en butiksdrivande förening under en tid. I oktober 2004 varslades åtta av 30 anställda på Domus om uppsägning. Domus gjordes senare om till en Coop Extra. År 2005 fanns bara Coop Extra och Sko-Panthern i Trelleborg kvar av den tidigare föreningens verksamheter. Sko-Panthern i Trelleborg stängdes under 2006.
År 2013 stängde även Coop Extra vid Storgatan. Därmed lämnade Coop-kedjan Svedala helt.
Coop återkom till Svedala några år senare genom konvertering av ortens tidigare Nettobutik den 21 februari 2020 (omprofilerad till Xtra 2022) och invigningen av en ny Stora Coop den 14 februari 2023.